# Jury Sabaleuski

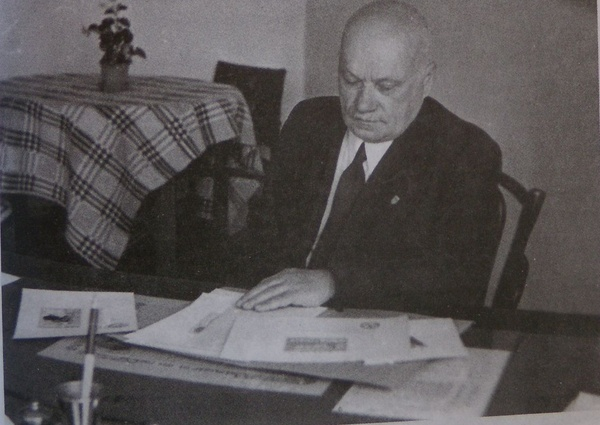
Jury Sabaleuski

Jury Sabaleuski (belarussisch Юры Сабалеўскі; * 24. April 1889 in Stoubzy, Russisches Kaiserreich; † 26. Dezember 1957 in München, Deutschland) war ein belarussischer Publizist, Politiker und Aktivist. Während des Zweiten Weltkrieges arbeitete er mit den Nationalsozialisten zusammen und wurde Vizepräsident des Weißruthenischen Zentralrats sowie Vorsitzender des Weißruthenischen Selbsthilfewerkes.

## Leben
Sabaleuski wurde 1889 in Stoubzy geboren. Er erhielt eine klassische russische Bildung und besuchte vier Jahre lang eine Fachhochschule, um als Landvermesser zu arbeiten. Von 1915 bis zum Ende des Ersten Weltkriegs diente er in der Russischen Armee. Anschließend kämpfte er bis zum Ende des Polnisch-Sowjetischen Kriegs gegen die Rote Armee. Er flüchtete nach Polen, wo er innerhalb der belarussischen Gemeinschaft zu einem persönlichen und politischen Rivalen von Radaslau Astrouski wurde. Im Februar 1926 trat Sabaleuski der Arbeiter- und Bauernpartei „Hramada“ bei. Sabaleuski war in der ersten Hälfte der 1920er-Jahre als Abgeordneter des polnischen Sejm aktiv. Im Jahr 1928 wurde er zusammen mit Radaslau Astrouski von den polnischen Behörden verhaftet und im darauffolgenden Jahr freigelassen. Im September 1939 wurde Sabaleuski erneut von der polnischen Polizei und später vom NKWD verhaftet. Zu Beginn des Zweiten Weltkrieges wurde er aus dem Gefängnis befreit.
Unter der deutschen Besatzung fing er an, sich in der Zivilverwaltung zu betätigen und war vom Juli 1941 bis zum Juni 1943 Bürgermeister der Stadt Baranowicze. Untersuchungen des FBI in der Nachkriegszeit zeigen, dass Sabaleuski während seiner Amtszeit für unzählige Brutalitäten verantwortlich war. Er arbeitete eng mit der Gestapo zusammen und war an der Verfolgung der jüdischen und polnischen Gemeinden der Stadt beteiligt. Im Juni 1943 zog Sabaleuski nach Minsk, wo er als Vorsitzender des Weißruthenischen Selbsthilfewerkes amtierte, nachdem sein Vorgänger Iwan Jermatschenka unter dem Vorwand der persönlichen Bereicherung abgesetzt wurde. Zusammen mit Stanislau Stankewitsch und Barys Rahulja schloss er sich dem sogenannten Vertrauensrat von Generalkommissar Wilhelm Kube an, dessen Leiter er wurde.
Ab dem Dezember 1943 war Sabaleuski, zusammen mit Mikalaj Schkjaljonak, Vizepräsident des Weißruthenischen Zentralrats. Angesichts der militärischen Entwicklung an der Ostfront floh er im Juni 1944 nach Deutschland, wo er Präsident des Weißruthenischen Zentralrats wurde. Nach Kriegsende wurde er 1947 unter dem Namen Alexei Sokolovsky im Displaced-Persons-Camp in Michelsdorf untergebracht. 1950 schloss er ein Abkommen mit dem Ukrainischen Nationalrat, welches den antikommunistischen Kampf der beiden Gruppen koordinieren sollte.
Im Juli 1950 wanderte Sabaleuski in die Vereinigten Staaten aus, wo er das Haus 334 West 29th Street in New York City bewohnte. Im Herbst 1951 wurde er bezüglich seiner Handlungen während des Zweiten Weltkriegs vom FBI verhört. Sieben Jahre später kehrte er nach Deutschland zurück, wo er am 26. Dezember 1957 unter ungeklärten Umständen in München verstarb.